# Caruur Volley Gent
Caruur Volley Gent, vroeger bekend onder de vorige sponsornaam VDK Bank Gent Volleyteam Heren, is een Belgische volleybalclub uit Oostakker, deelgemeente van Gent. De ploeg komt uit in de Liga A, ook gekend als de Lotto Volley League. 
Het team speelt in de Edugo Arena in de Sint-Jozefstraat in Oostakker waar ook het damesteam speelt, actief in de Liga A-damescompetitie.
Hoofdsponsor is sinds de zomer van 2018 Caruur Car & Truck Rental.

## Bekende (ex-)spelers
- Michiel Ahyi
- Lienert Cosemans
- Laszlo De Paepe
- Wout D'Heer
- Lou Kindt
- Thomas Konings
- Simon Plaskie
- Lowie Stuer
- Christophe Van de Plas
- Robbe Vandeweyer
- Lennert Van Elsen